# رمز العبور الأخضر

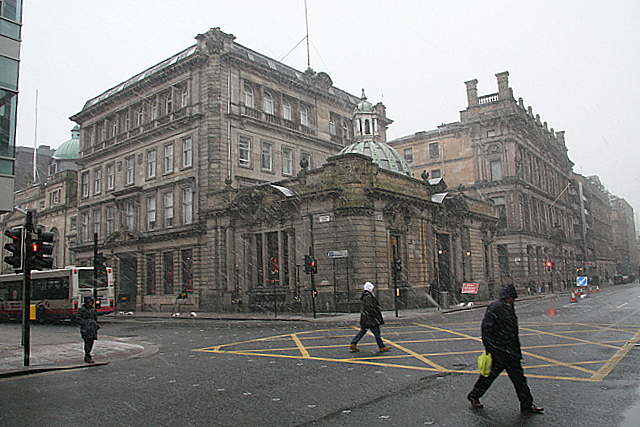

رمز العبور الأخضر هو علامة أنشأتها اللجنة الوَطنية للسلامة على الطرق«واليوم تُعرف Royal Society for the Prevention of Accidents, RoSPA» لرفعِ الوعي بسلامةِ الطُرق في المملكةِ المتحدةِ.
بَدأت حَملة قَانون الصَليب الأخضر للوسائطِ المُتعددة في عام 1970 ومازالت مُستمرة حتى اليوم.
حَل »رمز العبور الأخضر« مَحل حَمْلة سلامة المُشاة «كيرب دريل» السَابقة؛ تَم اعتبار أسلوب »كيرب دريل« العسكري مُربكًا للأطفالِ مِن قِبل سُلطات السَلامة.

## تافتي فلافي تيل (Tufty Fluffy tail)
قبل إطلاق حملة «العبور الأخضر»،  كَانت هُناك سِلسلة مِن أَفلام المَعلومات العامة المُتحركة، والتي تَضُم Tufty Fluffy tail ورَواها Bernard Cribbins  في تَناوبٍ مُنتظمٍ للبثِ عَبر المَملكة المُتحدة، تَم إنشاء Tufty Fluffy tail، وهو شخصيةُ سِنجاب أحمرٌ طفوليٌ،  في عام 1953 من قبل Elsie Mills لتقديم رَسائل أمان واضحة وبَسيطة للأطفالِ. أدى إلي نجاحِ الشخصية وإلى إنشاءِ نادي Tufty عام 1961 للأطفالِ دُونَ سِن الخامسة.
وقد تَم إصدار أكثر مِن 30000 كِتاب مُفصل حَول السَلامة على الطُرق تحتَ رِعاية الآباء. في ذروتِها كان هُناك ما يَقرب مِن 25,000 فرع لنادي Tufty في جميع أنحاء المَملكة المُتحدة، وبِحلول أوائل السبعينيات كانَ هُناك ما يُقدرُ بمليوني طِفل كَانوا أعضاء. استمرت الحَركة في الثمانينات.

## رمز الحملة
هو رمزُ العبورِ الأخضرِ نَفسه وهو إجراء قَصير خُطوة بخُطوة وهو مُصممٌ لتمكين المُشاة مِن عُبور الشوارع بأمان، في الوقتِ الذي خَضعت فيه المُدونة لعدة تَغييرات على مرِ السنين، بقيت المُعتقدات الأساسية «قف، انظر، استمع، فكر». وفيما يلي نَص قَانون الصَليب الأخضر لعام 2005:
1.  فكر! ابحث عَن مكانٍ آمنٍ للعبور، ثُم تَوقف.
2.  توقف! الوُقوف على الرصيفِ، بالقرب من الرصيف!
3.  اِستخدم أذنيك وعَينيك، انظر حَولك لحركة المرور واسمع!
4.  انتظر حَتى تتأكد أن الطَريق آمِن للعبورِ! إذا كان هناك حَركة للمُرور،  فدعها تَمر.
5.  انظر واستمع! عندما يَكون الوضعُ آمنًا، يُمكنك السير مُباشرةً عَبر الطَريق.
6.  الوصول على قيد الحياة ! استمر في النظر والاستماع.

## رجلِ العبورِ الأخضر
فهي شخصيةٌ خارقةٌ تَم إنشاؤها في عام 1970 كمساعدة لتعليم الأطفال الصِغار قَانون العُبور الأخضر، ولتعزيز السلامة العامة للطرقِ.
المُمثل البريطاني ديفيد براوز، الذي اشتهر بلعبِ دَورِ دارث فيدر في سلسلة أفلام حرب النجوم،  لَعِبَ الشخصية في السلسلة أفلام المعلومات العامة التي يرعاها المَكتب المركزي للمعلومات في وزارة البيئة البريطانية .
ففي الأفلام، يَملك Green Cross Man القُدرة على النقلِ الفوري من محطةِ المُراقبة الخاصة به في Green Cross Control إلى أي مَكان يحتاج فيه الأطفال إلى تعليمات سلامة المشاة.
وهو يُنجز ذلك باستخدام جِهاز « dematerialiser» الذي يُشبه ساعة اليد.  ففي هذه المُهِمات يُرافِقه أحيانًا رَفيق روبوت غَريب الأطوار. علامة تعجبه المُفاجئة أو عَدم التَصديق هي «الصليب الأخضر»! وشعاره هو «لن أكون هُناك عِندما تَعبر الطَريق / لذلكَ استخدم دائمًا قانون الصليب الأخضر».
تم إحياء فِكرة رَجُل العبور الاخضر مع اثنين مِن الأفلامِ القصيرةِ المنتجةِ لأسبوعِ السلامة على الطُرق 2014. تولى ديفيد بروز دور القيادة، في سنِ ال 79.
هَدَفت الحَملة الجَديدة لتعليم الكِبار مَخاطِر استخدام الهواتف الذكية، وارتداء سَماعات الرأس والاستماع إلى الموسيقى أثناء عُبور الطريق

## حملات أخرى
في عام 1976، المُمثل جون بيرتوي، الطبيب الثالث (1970 إلى 1974) في المسلسل التلفزيوني دكتورWho ، ظَهر مِن أجلِ كود العبور الأخضر الذي يقدم« SPLINK» المقوي للذاكرة، والتي تقف من أجل:
- (أولًا العثور على مكانٍ آمنٍ للعبورِ، ثم توقف)
- (الوقوف على الرصيف)
- انظر لحركة المرور واستمع.
- إذا كانت حركة المرور قائمة، اتركها تسير.
- (عندما لا يوجد) (بالقرب من حركة المرور، يمكنك السير مباشرة عبر الطريق)
- حافظ على النظر والاستماع لحركة المرور أثناء العبور .

وتم تحديث الفيلم في وقت لاحق بعد ذلك إلى رسومٍ متحركةٍ، عبّر عنه «ديريك غريفيث».
في عام 1983 ، استخدمت الإعلانات التلفزيونية الراب «رمز العبور الأخضر» على أساس أغنية «الرسالة» بواسطة Grandmaster Flash.
تم استبدال كلمات أغنية «لا تدفعني، لأني قريبة من الحافة» بعبارة «لا تخطو عندما تكون قريبًا من الحافة». أُعيد الإعلان عن الذكرى السنوية العاشرة في عام 1993 مع كلمات مختلفة قليلًا.

## إجراء كيرب (Kerb Drill)
هو إجراء للمشاة لعبورِ الشوارعِ بأمانٍ.
يُحفز المُشاة على النظر قبل عبورهم في الرصيف، توقف! عيون على الجهة اليمنى عيون على الجهة اليسار، عيون على الجهة اليمنى مرة أخرى. إذا كانت الطريق واضحة، تَحرك بِسرعة - قُم بالسيرِ في الإتجاه المُعاكس. النظرة المُتكررة إلى اليَمين هي التَحقق مرة أخرى لسيارة في أقرب حارة. في البلدانِ التي تَقود فيها سَيارتك على الجانبِ الأيمنِ من الطريقِ، سيكون «حفر الحفر :«توقف عند الرصيف. انظر إلى اليسار، انظر إلى اليمين، انظر إلى اليسار مرة أخرى. إذا كانت الطريق واضحة، فقم بالمرور بسرعة.